# 이란의 국가

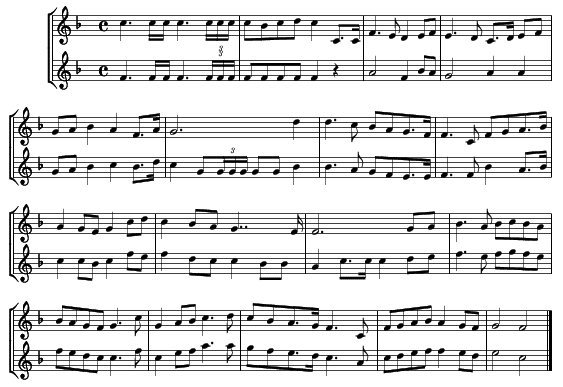
이란 이슬람 공화국 국가 악보

이란 이슬람 공화국 국가(페르시아어: سرود ملی جمهوری اسلامی ایران)는 이란의 국가이다. 사에드 바게리가 작사하였으며 하산 리야히가 작곡하였다. 1990년 이란의 국가로 지정되었다.

## 가사

### 페르시아어가사
| 페르시아어 가사 | 로마자 표기 | 발음(IPA 표기) |
| سر زد از افق مهر خاوران فروغ دیده‌ی حق‌باوران بهمن فر ایمان ماست پیامت ای امام، استقلال، آزادی، نقش جان ماست شهیدان، پیچیده در گوش زمان فریادتان پاینده مانی و جاودان جمهوری اسلامی ایران | Sar zad az ofoq mehre xâvarân Foruqe dideye haq bâvarân Bahman, farre Imâne mâst Payâmat ey Emâm, esteqlâl, âzâdi, naqše jâne mâst. Šahidân, picideh dar guše zamân faryâdetân Pâyandeh mâni o jâvedân Jomhuriye Eslâmiye Irân | [sæɾ zæd æz o.ˈfoɢ ˈmeh.ɾe xɒː.væ.ˈɾɒːn ǀ] [fo.ˈɾuː.ɣe diː.ˈde.je hæɢ bɒː.væ.ˈɾɒːn ‖] [bæh.ˈmæn ǀ ˈfæ.re iː.ˈmɒː.ne mɒːstʰ ‖] [pʰæ.ˈjɒː.mætʰ ej e.ˈmɒːm ǀ es.tʰeɢ.ˈlɒːl ǀ ɒː.zɒː.ˈdiː ǀ ˈnæɢ.ʃe ˈd͡ʒɒː.ne mɒːstʰ ‖] [ʃæ.hiː.ˈdɒːn ǀ pʰiː.t͡ʃʰiː.ˈde dæɾ ˈɡuː.ʃe zæ.ˈmɒːn fæɾ.jɒː.de.ˈtʰɒːn ‖] [pʰɒː.jæn.ˈde mɒː.ˈniː(.j‿)o d͡ʒɒː.ve.ˈdɒːn ‖] [d͡ʒom.huː.ˈɾiː.je es.lɒː.ˈmiː.je iː.ˈɾɒːn ‖] |

### 한국어해석
지평선 위로 동방의 태양이 떠올라,
정의를 믿는 사람의 눈과 같이 빛난다.
바흐만은 우리의 믿음의 천정이라.
이맘이여, 독립과 자유에 대한 그대의 교훈은
우리의 영혼 위에 새겨졌노라.
순교자여, 그대의 외침은 우리의 귀에 길이 울려퍼지리라,
인내하며, 이어나가며, 영원하리라,
이란 이슬람 공화국이여.

## 역대 이란의 국가
- 왕의 행복 (Salamati-ye Shah) (19세기–1933년)
- 이란의 황제를 찬양하라 (Sorood-e Shahanshahi Iran) (1933년–1979년)
- 이란이여! (Ey Iran) (1979년–1980년)
- 이란은 불변하고 영원하리라 (1980년–1990년)

## 같이 보기
- 페르시아의 국가
- 팔라비 왕조의 국가